# Haste
Haste település Németországban, azon belül Alsó-Szászország tartományban. Lakosainak száma 2781 fő (2023. december 31.). Haste Hohnhorst és Suthfeld községekkel határos.

## Népesség
A település népességének változása:
| Lakosok száma | 2749 | 2772 | 2724 | 2704 | 2721 | 2728 | 2781 |
|               | 2015 | 2016 | 2017 | 2019 | 2021 | 2022 | 2023 |